# Орискані (Нью-Йорк)
Орискані (англ. Oriskany) — селище (англ. village) в США, в окрузі Онейда штату Нью-Йорк. Населення — 1315 осіб (2020).

## Географія
Орискані розташоване за координатами 43°9′24″ пн. ш. 75°20′1″ зх. д. / 43.15667° пн. ш. 75.33361° зх. д. (43.156765, -75.333517).  За даними Бюро перепису населення США в 2010 році селище мало площу 2,05 км², уся площа — суходіл.

## Демографія
Згідно з переписом 2010 року, у селищі мешкало 1400 осіб у 543 домогосподарствах у складі 362 родин. Густота населення становила 683 особи/км².  Було 593 помешкання (289/км²).
Расовий склад населення:
| - 97,9 % — білих - 0,6 % — чорних або афроамериканців - 0,2 % — вихідців з тихоокеанських островів - 0,1 % — корінних американців |

До двох чи більше рас належало 1,1 %. Частка іспаномовних становила 0,9 % від усіх жителів.
За віковим діапазоном населення розподілялося таким чином: 21,8 % — особи молодші 18 років, 57,6 % — особи у віці 18—64 років, 20,6 % — особи у віці 65 років та старші. Медіана віку мешканця становила 42,5 року. На 100 осіб жіночої статі у селищі припадало 85,4 чоловіків;  на 100 жінок у віці від 18 років та старших — 78,6 чоловіків також старших 18 років.
Середній дохід на одне домашнє господарство  становив 55 029 доларів США (медіана — 46 394), а середній дохід на одну сім'ю — 68 994 долари (медіана — 60 000). Медіана доходів становила 46 726 доларів для чоловіків та 35 278 доларів для жінок. За межею бідності перебувало 6,6 % осіб, у тому числі 11,2 % дітей у віці до 18 років та 5,7 % осіб у віці 65 років та старших.
Цивільне працевлаштоване населення становило 600 осіб. Основні галузі зайнятості: освіта, охорона здоров'я та соціальна допомога — 35,0 %, публічна адміністрація — 11,3 %, фінанси, страхування та нерухомість — 9,0 %, роздрібна торгівля — 8,5 %.